# Jumbo Elliott
James (Jumbo) Elliott (8 de agosto de 1915 - 22 de marzo de 1981) fue un entrenador de atletismo norteamericano tanto de pista como de cross, considerado a menudo como el más grande de todos los tiempos. Sus éxitos incluyen haber entrenado a cinco campeones olímpicos entre los años 1956 y 1968
Elliott, en su época de estudiante fue un corredor de pista tanto de corta como de media distancia. Se graduó en la Universidad Villanova en 1935 y regresó a ella en 1949 para entrenar al equipo de atletismo. Este puesto lo ocuparía hasta su fallecimiento. Al mando del equipo de Villanova, sus atletas lograron 82 coronas de la NCAA y 66 records mundiales. Entrenó a 28 atletas olímpicos incluyendo a los campeones olímpicos: Ron Delany (1956, 1500 m), Charles Jenkins (1956, 400 m), Don Bragg (1960, Salto con pértiga), Paul Drayton (1964, Relevo 4 x 100 m), y Larry James (1968, Relevo 4 x 400 m). Fue incluido en el Hall of Fame del atletismo en 1981.